# Olechno Korybut Siedlicki
Olechno Korybut Siedlicki herbu Korczak (zm. przed 15 grudnia 1508 roku) – stolnik chełmski w 1508 roku, podstoli chełmski w latach 1501-1508.
Poseł na sejm koronacyjny 1507 roku z ziemi chełmskiej.